# ماتياس هاتنبرغر
ماتياس هاتنبرغر (بالألمانية: Matthias Hattenberger)‏ هو لاعب كرة قدم نمساوي في مركز الوسط، ولد في 30 نوفمبر 1978 في ميونخ في ألمانيا. لعب مع أوستريا فيينا وتيرول إنسبروك وفيرست فيينا ونادي غروديغ ونادي كارنتين ونادي واكر إنسبروك.

## وصلات خارجية
- ماتياس هاتنبرغر على موقع قاعدة بيانات كرة القدم.إي يو (الإنجليزية)
- ماتياس هاتنبرغر على موقع عالم كرة القدم.نت (الإنجليزية)